# كنيسة العذراء (مادبا)
كنيسة العذراء أو الكنيسة المريمية هي كنيسة أثريّة تقع في مدينة مادبا وسط الأردن. تُعد إحدى أهم وأقدم كنائس المدينة، فهي اُنشئت في بداية العهد الأموي في القرن السابع، وتحديدًا عام 662م، مع ثلاثة كنائس أخرى بُنيت بجانب الشارع الروماني المُحاط بصف من الأعمدة، والذي يقع اليوم داخل منتزه مادبا الأثري وسط مادبا القديمة، ويقطعها من الشرق إلى الغرب.
تتكون الكنيسة من جناح دائري وصدر الكنيسة الممتد، والذي يدعمه عقدان تحت الأرض. أما الفسيفساء التي تزخرف حاليًا أرض الكنيسة، فهي تتكون من ثلاث دوائر متحدة المركز داخل مربع كبير يتألف من تشبيك زهري. وتحمل الرصيعة المركزية نقشًا بالكتابة الإغريقية تذكر المصليّن الذين يدخلون الكنيسة بضرورة الصفاء الروحي المتطلب لتكريم مريم العذراء. إن أهمية هذه الفسيفساء تكمن في تاريخها، فهي آخر فسيفساء أرضية نُفذت في الأردن.